# Lamrija
Lamrija (àrab لمريجة) és una comuna rural de la província de Guercif de la regió de L'Oriental. Segons el cens de 2014 tenia una població total de 14.563 persones.